# Malietoren
De Malietoren is een gebouw in Den Haag aan de Bezuidenhoutseweg boven de Utrechtsebaan, het einde van de A12, de voornaamste toegang tot Den Haag. Het gebouw van 70 meter hoogte werd in 1996 opgeleverd. Het gebouw is een ontwerp van Mels Crouwel van architectenbureau Benthem Crouwel uit Amsterdam en biedt ruimte aan 18.000 m² kantoor.

## De opening
De opening werd op 12 december 1996 verricht door de toenmalige voorzitter van VNO-NCW, Hans Blankert. Dit was enkele weken voor de formele fusie van het Verbond van Nederlandse Ondernemingen (VNO) en het Nederlands Christelijk Werkgeversverbond (NCW) en werd bijgewoond door drie oud-voorzitters van het VNO (Chris van Veen, Kees van Lede en Alexander Rinnooy Kan) en drie oud-voorzitters van het NCW (Steef van Eijkelenburg, Koos Andriessen en Rien Timmer).

## De indeling
Het gebouw bestaat uit een stapeling van functies: de entree, vijf verdiepingen parkeergarage, een vergadercentrum en bedrijfskantine en twaalf kantoorverdiepingen.
Op de 8e t/m 19e verdieping is het kantoor van VNO-NCW en een aantal aan haar gelieerde organisaties, zoals 'Jong Management', de vereniging van jonge werkgevers, 'PUM Nederlandse senior-experts' op verdieping 15, Werkgeversvereniging AWVN en de beleidsstaf Sociale Zaken op verdieping 16 en 17, en VNO-NCW West, een vereniging die voor een goed ondernemingsklimaat in de regio lobbyt, op verdieping 18 en 19.
JuBi-torens · Hoftoren · New Babylon · The Grace I & II · Het Strijkijzer · De Kroon · Grotius I & II · Prinsenhof · Castalia · Sint-Jacobuskerk · Haagse Toren · Vredespaleis · Zurichtoren · Leonardo da Vinci I · Muzentoren · Witte Anna · Centre Court · Pharos · Malietoren · De Groene Toren · Zilveren Toren · Stadsdeelkantoor Escamp